# Peklo jsou ti druzí roboti
Peklo jsou ti druzí roboti (v anglickém originále Hell Is Other Robots) je devátá epizoda první série seriálu Futurama.

## Děj
Robot Bender se dostane k fetování (elektřiny) náhodně, když je se svojí posádkou na koncertu. Je na ní tak závislý, že ohrozí cestu na gangsterskou planetu tím, že vystoupí a ručně řídí vesmírnou loď do vesmírné elektrické oblačnosti. To posádce dojde trpělivost. Bender hledá útěchu ve víře a dlouho také odolává. Má to však jeden háček a to, že když poruší nějaké pravidlo (kouření, alkohol, erotické časopisy), tak půjde rovnou do robopekla. Fry, který to netuší, ho láká na všechno možné. Pak je na jeho přátelích, aby ho zachránili.